# Theromaster
Theromaster is een geslacht van hooiwagens uit de familie Cladonychiidae.
De wetenschappelijke naam Theromaster is voor het eerst geldig gepubliceerd door Briggs in 1969. 

## Soorten
Theromaster omvat de volgende 2 soorten:
- Theromaster archeri
- Theromaster brunnea